# Rainer Masera
Rainer Stefano Masera (ur. 6 maja 1944 w Como) – włoski ekonomista, bankowiec i nauczyciel akademicki, w latach 1995–1996 minister budżetu i planowania gospodarczego.

## Życiorys
Z wykształcenia ekonomista, absolwent Uniwersytetu La Sapienza w Rzymie. Doktoryzował się na Uniwersytecie Oksfordzkim. Pracował w Banku Rozrachunków Międzynarodowych w Bazylei, a od 1975 we włoskim banku centralnym, w którym pełnił funkcję dyrektora departamentu i dyrektora generalnego. W latach 1988–1998 był dyrektorem generalnym instytucji kredytowej Istituto Mobiliare Italiano.
W międzyczasie od stycznia 1995 do maja 1996 sprawował urząd ministra budżetu i planowania gospodarczego w rządzie Lamberta Diniego. Później był m.in. prezesem grupy finansowej Sanpaolo IMI (1998–2004) i prezesem spółki Rete Ferroviaria Italiana wchodzącej w skład grupy Ferrovie dello Stato (2004–2007). Zajmował różne stanowiska także w innych przedsiębiorstwach m.in. sektora bankowego, został również dziekanem wydziału ekonomicznego prywatnego uniwersytetu Unimarconi.
Odznaczony Orderem Zasługi Republiki Włoskiej I klasy (1996) oraz Orderem Zasługi za Pracę (2002).